# Schematyzm Diecezji Przemyskiej
Schematyzm diecezji przemyskiej – rocznik urzędowy kościół i duchowieństwa diecezji wydawany w języku łacińskim, a od 1938 roku w języku polskim. 
Na początku jest wykaz chronologiczny biskupów od początku istnienia diecezji; następnie jest opis personalny konsystorz i stanowisk urzędowych obsadzonych przez kapłanów przy siedzibie biskupa diecezjalnego. Rocznik posiada od drugiej połowy XIX wieku też nazwiska alumnów seminarium duchownego z ich rokiem urodzenia. Największą część rocznika zajmują wykazy dekanatów z parafiami. Każda parafia posiada swój opis: liturgiczne wezwanie świętego patrona kościoła, nazwisko i imię patrona tytularnego (szlachta), nazwisko i imię proboszcza (łać - paroch) oraz wikarych (łać. - cooperator), w późniejszym czasie też ich dane osobowe (rok urodzenia – natus, rok wyświęcenia – ordinaris, miejscowość pochodzenia, a później także rok rozpoczęcia posługi  proboszcza w danej parafii. Od 1853 roku są też dane statystyczne o ludności parafii (łać. - numerus animarum) dla każdej wsi w parafii, są też podane liczby Grekokatolików i Żydów. W latach 80. XIX wieku są taż podawane ogólne zarysy historii niektórych ważniejszych parafii. Na końcu są też różne dodatkowe informacje, spisy imienne zakonników i zakonnic w klasztorach, spisy zmarłych duchownych. Każdy schematyzm kończy się alfabetycznym indeksem parafii i osób duchownych.
W diecezji Przemyskiej obrządku łacińskiego schematyzmy zaczęły się ukazywać od 1810 roku. W latach 1810–1823 do schematyzmów dołączano też spisy szkół trywialnych i parafialnych. W latach 1824–1860 wydawano osobne schematyzmy szkolne – Status Scholarum Nationalium in Dioecesi Premisliensis.